# YUBA liga 1963
La YUBA liga 1963 è stata la 19ª edizione del massimo campionato jugoslavo di pallacanestro maschile. La vittoria finale è stata ad appannaggio dell'OKK Belgrado.

## Regular season
|     | Squadra               | G  | V  | P  | PF    | PS    | Pt. | Qualificazione |
| --- | --------------------- | -- | -- | -- | ----- | ----- | --- | -------------- |
| 1.  | OKK Belgrado          | 18 | 15 | 3  | 1.715 | 1.320 | 30  |                |
| 2.  | Partizan Belgrado     | 18 | 12 | 6  | 1.710 | 1.474 | 24  |                |
| 3.  | AŠK Lubiana           | 18 | 12 | 6  | 1.777 | 1.555 | 24  |                |
| 4.  | Željezničar Karlovac  | 18 | 12 | 6  | 1.562 | 1.372 | 24  |                |
| 5.  | Zadar                 | 18 | 12 | 6  | 1.745 | 1.586 | 24  |                |
| 6.  | Lokomotiva Zagabria   | 18 | 9  | 9  | 1.529 | 1.417 | 18  |                |
| 7.  | Radnički Belgrado     | 18 | 8  | 10 | 1.502 | 1.438 | 16  |                |
| 8.  | Stella Rossa Belgrado | 18 | 8  | 10 | 1.622 | 1.690 | 16  |                |
| 9.  | Zastava Kragujevac    | 18 | 1  | 17 | 1.097 | 1.689 | 2   | retrocesse     |
| 10. | Proleter Zrenjanin    | 18 | 1  | 17 | 1.304 | 2.022 | 2   | retrocesse     |

| YUBA liga 1963         |
| ---------------------- |
| OKK Belgrado 3º titolo |

## Formazione vincitrice
| N° | Naz.                  | Ruolo | Sportivo           |  | Alt. |  |
| -- | --------------------- | ----- | ------------------ |  | ---- |  |
|    | Jugoslavia (bandiera) | AG    | Radivoj Korać      |  | 196  |  |
|    | Jugoslavia (bandiera) |       | Milorad Erkić      |  |      |  |
|    | Jugoslavia (bandiera) |       | Slobodan Gordić    |  | 192  |  |
|    | Jugoslavia (bandiera) | P     | Miodrag Nikolić    |  | 188  |  |
|    | Jugoslavia (bandiera) | C     | Trajko Rajković    |  | 204  |  |
|    | Jugoslavia (bandiera) |       | Bruno Pavelić      |  |      |  |
|    | Jugoslavia (bandiera) |       | Milan Tošić        |  |      |  |
|    | Jugoslavia (bandiera) |       | Ljubomir Stanković |  |      |  |
|    | Jugoslavia (bandiera) |       | Momčilo Pazmanj    |  |      |  |
|    | Jugoslavia (bandiera) |       | Branko Kosović     |  |      |  |
|    | Jugoslavia (bandiera) |       | Miodrag Ivačković  |  |      |  |
|    | Jugoslavia (bandiera) |       | Dušan Gajin        |  |      |  |
|    | Jugoslavia (bandiera) | All.  | Aza Nikolić        |  |      |  |